# メイス・ウィンドゥ
メイス・ウィンドゥ (Mace Windu) は、アメリカのSF映画『スター・ウォーズ』シリーズに登場する架空の人物。演じるのはサミュエル・L・ジャクソン。日本語版の吹き替えは玄田哲章が担当した。ゲーム『スター・ウォーズ エピソード3/シスの復讐』吹き替えでは楠見尚己が担当している。アニメ『ロボット・チキン』吹き替えでは烏丸祐一が担当している。アニメ『ヨーダ・クロニクル』『ドロイド・テイルズ』ではエイドリアン・ホームズが声を担当し、吹き替えでは同じく烏丸祐一が吹き替え担当している。アニメ『リビルド・ザ・ギャラクシー』吹き替えでは安元洋貴が担当している。

## 概要
ハルウン・コル出身の人間種族の男性。肌色は褐色のスキンヘッド。ジェダイ・マスターのなかでもヨーダに並び尊敬される「マスター・オブ・ジ・オーダー（ジェダイ評議会の長）」。ただしヨーダは「マスター・オブ・ジ・オーダー（ジェダイ評議会の長）」と「グランド・マスター（ジェダイ・オーダーの指導者）」を兼任しており、彼の発言権の前ではメイスも一評議員の立場に過ぎなかった。
『エピソード1』では40歳。ヨーダに次ぐ地位をあずかる評議会の長老メンバー。奥深い知識と数多くの功績によって銀河全域で大いに尊敬されており、威厳と確信に満ちた言葉を発する。ジェダイ騎士団の中で最も強力な戦士として知られており、愛用のライトセーバーによって無数の戦闘で勝利を勝ち取ってきた。死と直面してもおそれることを知らず危険な状況に向かうことも決してためらわない。あらゆることのために自分を犠牲にし、ジェダイの戦闘スタイルを完全に制御することによって全ての敵を打ち負かすのである。一方で性格は我慢強いとは言えず、元老院の欠陥、政治家の口論、反抗的なジェダイの意見には我慢がならないとされている。

### レジェンズ
レジェンズではメイスはライトセーバーの戦闘スタイル「ヴァーパッド（バーパッド）」の達人であるとされている。これは戦闘スタイル「フォームⅦ」を元に彼がソーラ・バルクと共に開発した物である。この戦闘スタイルは非常に攻撃的な面を持っているため、使い方によってはフォースの暗黒面に陥る危険性がある。

## 人物
ストイックな性格で相手に対して厳しい判断を下し、言葉よりも行動を選ぶ性格である。クローン大戦でも勇敢に戦い、激戦から生き残った一人である。評議会メンバーの一員であり、人間に似たエイリアン種族キャラクタンのデパ・ビラバは彼のパダワンである。
ライトセーバーの色はジェダイにしては異色の紫である。これはサミュエル・Ｌ・ジャクソン自ら直談判してできた色である。
彼が評議会に籍を置くようになって約10年後、マスター・クワイ＝ガン・ジンがタトゥイーンでシス卿と思われる戦士ダース・モールと交戦したという報告を受けた彼は驚きを隠せなかった。彼は他のジェダイたちと同様に1,000年前にシスが絶滅したと信じていた。また彼は「選ばれし者」の予言を信奉しており、クワイ＝ガンがその可能性のあるアナキン・スカイウォーカーのテストを要求した時にもためらいを見せた。予言では選ばれし者がフォースにバランスをもたらすとされているが、それは当時は弱まっていたはずのダークサイドの一時的な増大をも意味していたのである。彼はアナキンの巨大な潜在能力を認めたが、歳を取りすぎていることを理由に一度は訓練を禁止した。しかしクワイ＝ガンの死後、ナブーの戦いにおけるアナキンの活躍を知ると彼が選ばれし者であるという確信は強まり、アナキンをオビ＝ワン・ケノービの弟子とすることに同意した。
それから10年後、ドゥークー伯爵によって先導された分離主義運動が銀河系に拡大していったときも彼はパルパティーン議長による交渉を強く支持していた。しかしこの対立はやがて共和国と分離主義勢力との武力抗争へと発展し、彼は囚われの身となったオビ＝ワンを救出するため200人のジェダイを率いてジオノーシスへと向かう。彼はジオノーシアンの処刑闘技場で無数のバトル・ドロイド軍団と交戦し、その戦いのなかでドゥークー伯爵の雇った殺し屋ジャンゴ・フェットと対峙した。しかし銀河系最強の賞金稼ぎもメイスの敵ではなく、ジャンゴは戦闘中にジェットパックが壊れたことに気付かず最後の一太刀をジェットパックで避けようとするも作動せずに最強のジェダイ・マスターは難なくジャンゴの首を斬り落とした。やがて無尽蔵に現れるドロイド軍との戦いは劣勢となり、一時は追い詰められるが共和国のクローン軍団を引き連れたヨーダの加勢によって形勢は逆転し、彼は無傷でこの戦いを生き延びたのである。だがメイスはこの時もはや交渉の時代が終わりを告げたことを思い知らされたのだった。
クローン大戦末期、共和国軍の指揮官として前線で戦争に直面する間はウィンドゥは共和国の行く末に確信が持てなくなっていった。戦争は泥沼化して何年も続いていたが、その間もパルパティーン最高議長は保安を名目に銀河憲法を修正してさらに多くの権力を自らに集中させていた。一方でジェダイは実質的に軍部としての役割が強くなっていき、本来の姿を失いつつあった。ヨーダやメイスはかつては称賛していたパルパティーンに疑いの目を向け、彼がジェダイ評議会を直接の統制下におくのではないかという懸念を抱くようになったのである。
これを裏付けるパルパティーンの最初の行動はジェダイ評議会に彼の個人的な代理人を送り込むことだった。議長は彼と親しいアナキンをジェダイ評議員の1人として指名する。悩んだ末に評議会もそれに同意したのだった。彼らは議長の動向を知るためにアナキンを情報源として使うことを望んでいたのだ。それは緊張の時代を反映する難しい決定でもあり、同時にメイスはアナキンとパルパティーンを近づけたままにしておくことが極めて危険だという深い懸念をも抱いていた。彼はアナキンの持つ評議会の席をパルパティーンのスパイの為だとしか考えておらず、彼を評議員の一員とは認めていなかった。評議員となったアナキンの意見を議長の意見であるとして常に否定し、評議会の議決からさえアナキンを徹底的に排除していた。ウータパウに潜伏するグリーヴァス将軍討伐の任務をアナキンではなくケノービに取らせるという議決もアナキンだけは賛成していなかったにもかかわらずメイスは高らかに満場一致と宣言したのである。
やがて彼の懸念は現実のものとなる。パルパティーン最高議長こそ長年に渡りジェダイが捜し続けてきたシスの暗黒卿ダース・シディアス本人だったのだ。この事実はアナキンの報告を通じて発覚したがメイスはこの若者をまだ完全には信用していなかった。議長を逮捕するため聖堂に残っていた最高の戦士、セイシー・ティン、エージェン・コーラー、そしてキット・フィストーを召集する。アナキンも同行を求めるがこれを退けたメイスはこの問題が解決するまで評議会の会議室に留まるよう命じたのだった。
メイスはパルパティーンのオフィスに踏み込み、議長に逮捕を宣告するとパルパティーンは突如として襲い掛かって来た。ティン、コーラー、フィストー等が次々と倒される中、メイスは少しも怯まず逆にパルパティーンを追い詰め、パルパティーンのライトセイバーを弾き飛ばして議長オフィスの窓枠の隅へと追い詰めた。その直後、メイスの命令に背いたアナキンが元老院に到着したのだった。
アナキンはパルパティーンを裁判にかけるべきだと主張したがこの暗黒卿は未だに元老院と法廷を自在に操ることができ、このまま囚人とするにはあまりにも危険な存在だった。メイスは止めを刺すべくライトセイバーを振りかざす。だが慈悲を乞うパルパティーンの言葉によって冷静さを欠いたアナキンに腕を切り落とされてしまう。勝機を得たパルパティーンはジェダイ・マスターに恐るべきエネルギー流を解き放つ。丸腰となったメイスにはもはやシスの電撃を防ぐ術はなかった。最後に彼の体はコルサントの上空へと飛ばされ、広大な都市景観の闇の彼方へと落ちていった。
メイスの死後、パルパティーン暗殺未遂劇はジェダイが共和国転覆を狙ったという確固たる証拠として捏造され、共和国崩壊とジェダイ抹殺を世論に位置付けた決定的な所業となってしまった。

## 能力
ジェダイ評議会の長の一人であり、ジェダイの中でもヨーダに次いで尊敬されている。彼は優れた戦士であり、ジオノーシスの戦いでは最強と謳われた賞金稼ぎジャンゴ・フェットに無傷で勝利し、クローン戦争でもその力を遺憾なく発揮した。

## エピソード
演じたサミュエル・L・ジャクソンは「評議会ではメイスはヨーダの次に影響力のあるジェダイなんだ。メイスを演じるに当たって僕はは思慮深く話すように心がけた。彼はいつも考えてから語る。やや打算的で冷静、冗談が通じない-そんなタイプなんだ。」とコメントしている。
また『エピソード2』公開時には「俺が『エピソード3』で死ぬことはわかっている。でもジョージには無駄死にだけは勘弁してくれと言ってあるんだ。壮大な死に方を俺は期待しているのさ。ドロイドに背中を撃たれてバタンじゃ、ちょっとね。俺を殺すだけの力量のあるキャラにしか殺されたくないね。ベイダーとかさ。」とコメントしている。
映画ではメイス殺害に成功したパルパティーンの背後では無数の航空機が何事もなかったかのように不気味なほど通常の飛行を続けている。パルパティーンの勝利・皇帝即位、そしてジェダイ滅亡が既に共和国にとって既定路線となっていたことが暗示されている。